# Esselhofer Bruch
Der Esselhofer Bruch ist ein Naturschutzgebiet mit einer Größe von 8,14 ha im Ortsteil Dalbke der Stadt Bielefeld. Es wird mit der Nummer BI-031 geführt. Das Waldgebiet wurde im Jahr 1993 als Naturschutzgebiet ausgewiesen. Es dient der Erhaltung eines Feuchtheidegebietes mit Übergängen zum feuchten Stieleichen-Birkenwald, brachgefallenen Feuchtwiesenflächen,
Kopfweidenbeständen und ihren gefährdeten Tier- und Pflanzenarten.

## Lage
Die Schutzzone befindet sich in rund 125 Metern Höhe im Nordwesten der Ortschaft Dalbke, einem Ortsteil des Bielefelder Stadtbezirks Sennestadt. Mit dem rund 300 Meter südlich liegenden Eichen-Buchenwald Strothbach und dem rund 250 Meter nördlich verlaufenden Sprungbach-Mittellauf befinden sich zwei weitere als Naturschutzgebiet ausgewiesene Flächen in unmittelbarer Nähe.

## Charakteristik
Beim Esselhofer Bruch handelt es sich um ein feucht-nasses Waldgebiet, das sich vorrangig als Kiefern-Birkenmischwald charakterisiert. Aufgrund des moorigen Standortes verfügt das Gebiet über eine ausgeprägte Strauch- und Krautschicht, in der sich Bestände von Heidelbeeren, Adlerfarn, Pfeifengras, Glockenheide sowie Torfmoosen finden. Ferner verfügt der Esselhofer Bruch über sennetypische trockene Heidefragmente und im nördlichen Bereich auch über für nährstoffarm-sauren Boden
typischen Birkenbruchwald. Im Nordosten der Schutzfläche schließt sich offenes Feuchtgrünland an, in dem Hochstaudenflur und Kopfweiden zu finden sind.